# Aleš Mandous
Aleš Mandous (ur. 21 kwietnia 1992 w Nekmířze) – czeski piłkarz występujący na pozycji bramkarza w czeskim klubie Slavia Praga oraz w reprezentacji Czech. Wychowanek Viktorii Pilzno, w trakcie swojej kariery grał także w takich zespołach jak Bohemians Praga, Baník Most, MŠK Žilina i Sigma Ołomuniec.